# Будинок Майбороди
Буди́нок Ма́йбороди — будинок в Черкасах, збудований місцевим грабарем Майбородою наприкінці XIX століття.

## Історія
Колишнє помешкання грабаря-підрядника Майбороди мало три великі та сім менших кімнат, а на подвір'ї стояли будинок для челяді та стайня для коней. Автором проекту будинку є черкаський архітектор Георгій Філоферо. Згодом будинок був відданий в оренду Другому чотирикласному училищу для міщан. У 1921 році бандити пограбували будинок Майбороди, а його з дружиною вбили. Згодом у цьому будинку було відділення черкаського «Всеобучу», потім — дитячий садок, пастерівська станція і міська санепідемстанція, яка розміщується в ньому і досі.

## Галерея

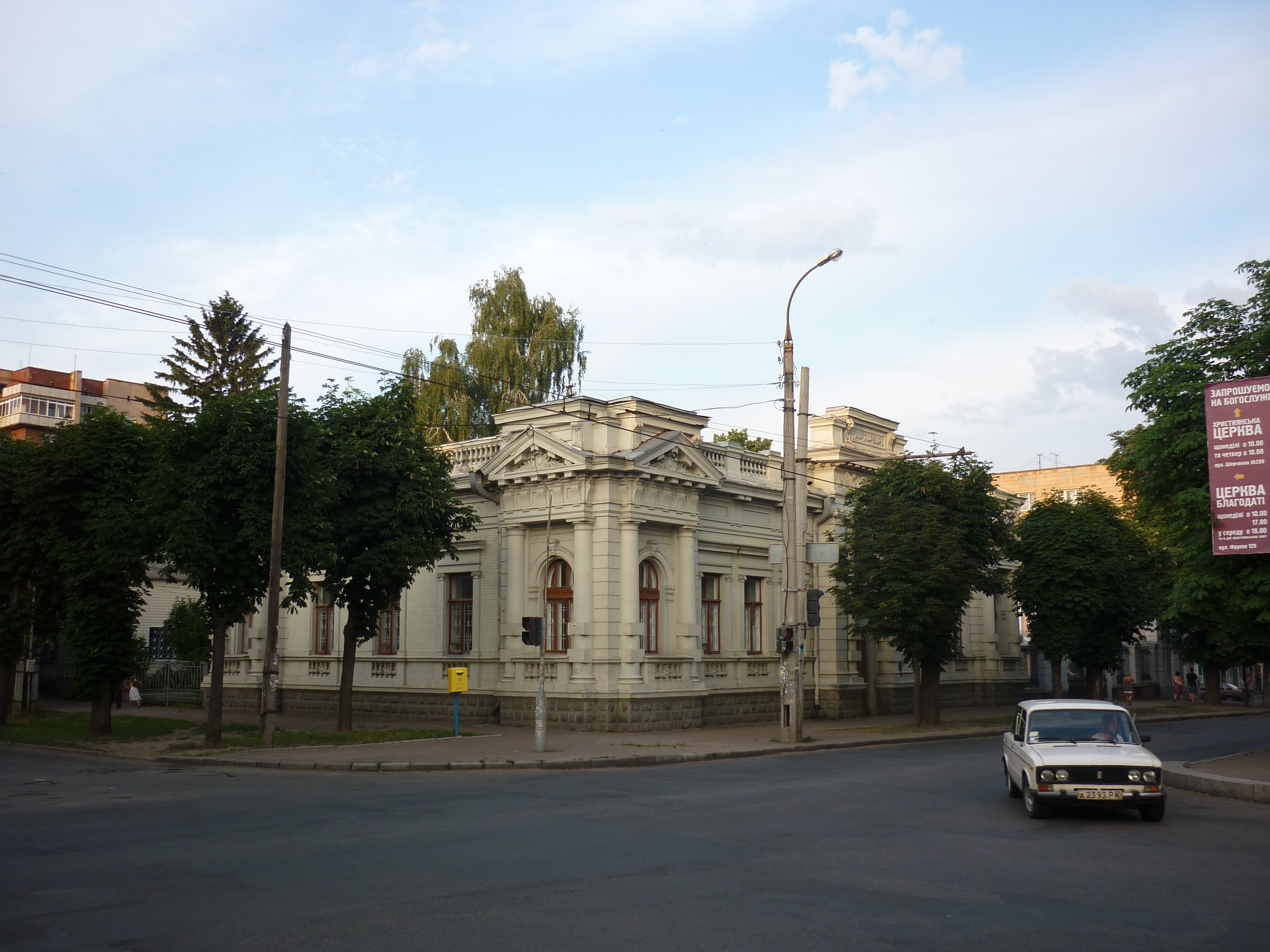
Вигляд з кута
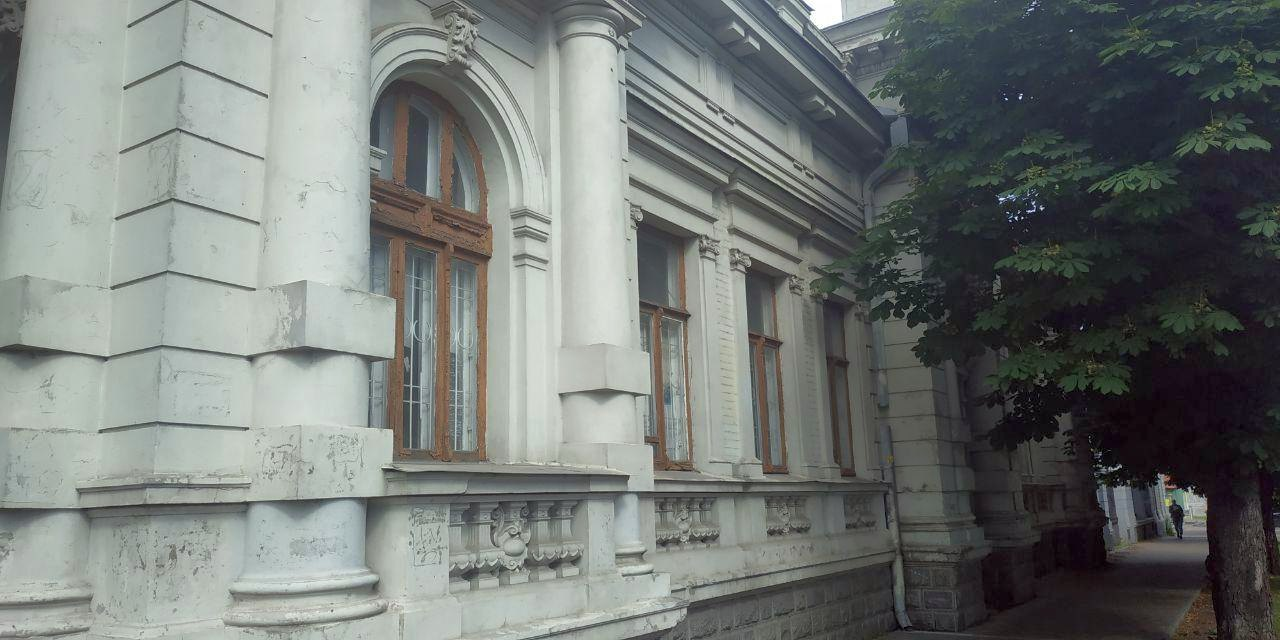
Фасад зі сторони бульвару Шевченка
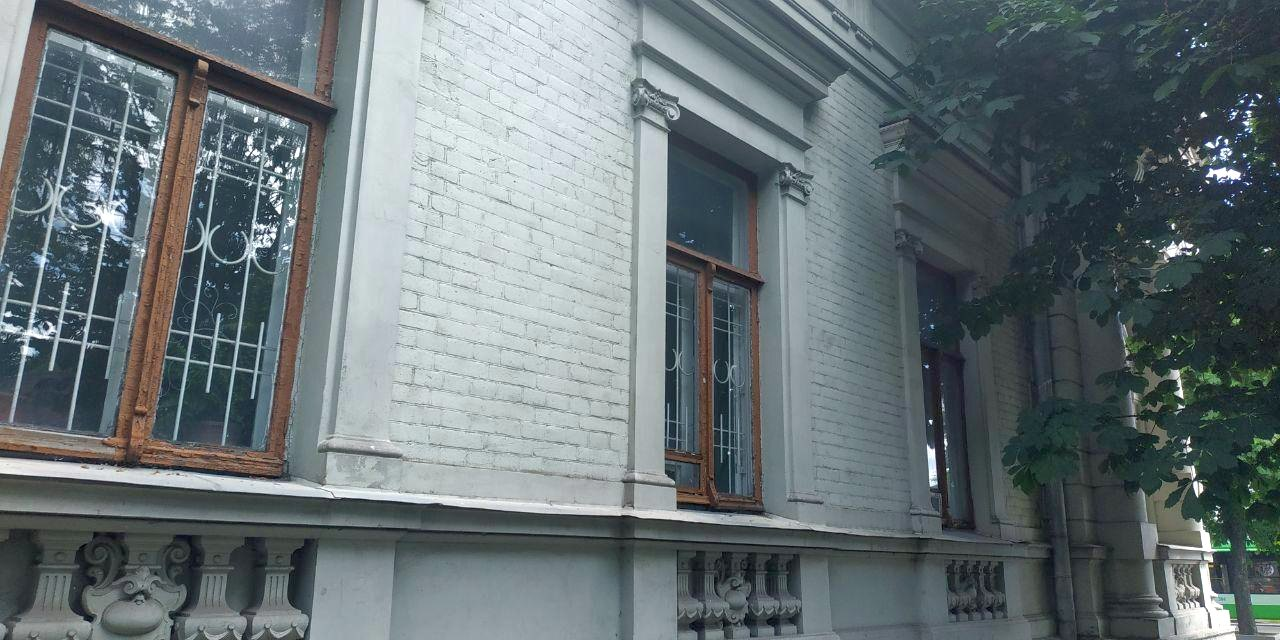
Фасад зі сторони вулиці Пастерівської